# À coup de rêves
 (janvier 2017).
Si vous disposez d'ouvrages ou d'articles de référence ou si vous connaissez des sites web de qualité traitant du thème abordé ici, merci de compléter l'article en donnant les références utiles à sa vérifiabilité et en les liant à la section « Notes et références ».
Albums de Ben l'Oncle Soul
Ben l'Oncle Soul
(2010) Under my Skin
(2016)
À coup de rêves est le deuxième album studio du chanteur français Ben l'Oncle Soul. Il est sorti le 25 août 2014 chez Motown.

## Liste des titres
| Édition standard | Édition standard                         | Édition standard | Édition standard | Édition standard | Édition standard | Édition standard | Édition standard | Édition standard | Édition standard |
| No               | Titre                                    | Durée            |                  |                  |                  |                  |                  |                  |                  |
| ---------------- | ---------------------------------------- | ---------------- | ---------------- | ---------------- | ---------------- | ---------------- | ---------------- | ---------------- | ---------------- |
| 1.               | Walk the Line                            | 4:08             |                  |                  |                  |                  |                  |                  |                  |
| 2.               | Hallelujah !!! (J'ai tant besoin de toi) | 2:46             |                  |                  |                  |                  |                  |                  |                  |
| 3.               | So Hard To Find                          | 4:22             |                  |                  |                  |                  |                  |                  |                  |
| 4.               | Ailleurs                                 | 3:26             |                  |                  |                  |                  |                  |                  |                  |
| 5.               | Carry Me                                 | 4:29             |                  |                  |                  |                  |                  |                  |                  |
| 6.               | Lord We Know                             | 2:33             |                  |                  |                  |                  |                  |                  |                  |
| 7.               | À coup de rêves                          | 4:03             |                  |                  |                  |                  |                  |                  |                  |
| 8.               | You Got My Back                          | 4:36             |                  |                  |                  |                  |                  |                  |                  |
| 9.               | Attends-moi                              | 3:49             |                  |                  |                  |                  |                  |                  |                  |
| 10.              | Simply Beautiful (feat. Keziah Jones)    | 3:41             |                  |                  |                  |                  |                  |                  |                  |
| 11.              | Quelques mots...                         | 3:26             |                  |                  |                  |                  |                  |                  |                  |
| 41:22            |                                          |                  |                  |                  |                  |                  |                  |                  |                  |

| 12. | Don't Set Me Back                                              | 2:44 |
| 13. | Hallelujah !!! (J'ai tant besoin de toi) (Version Alternative) | 2:56 |
| 14. | Yes I Do                                                       | 2:35 |